# Biblioteca Teleki
La Biblioteca Teleki (en rumano, Biblioteca Teleki-Bolyai, en húngaro, Teleki Téka) también llamada Bibliotheca Telekiana, en la localidad de Târgu Mureș, Rumanía, opera como biblioteca y museo. Fue fundada por el aristócrata 
y bibliófilo húngaro, conde Sámuel Teleki en 1802, cuando la ciudad y toda la región de Transilvania pertenecían al Reino de Hungría y la Monarquía Habsburgo. Su acervo bibliográfico ronda los 200.000 ejemplares, y se nutre de donaciones provenientes de las colecciones Teleki y Bolyai, bibliotecas privadas, monasterios, instituciones religiosas, etc.

## Interior de la biblioteca

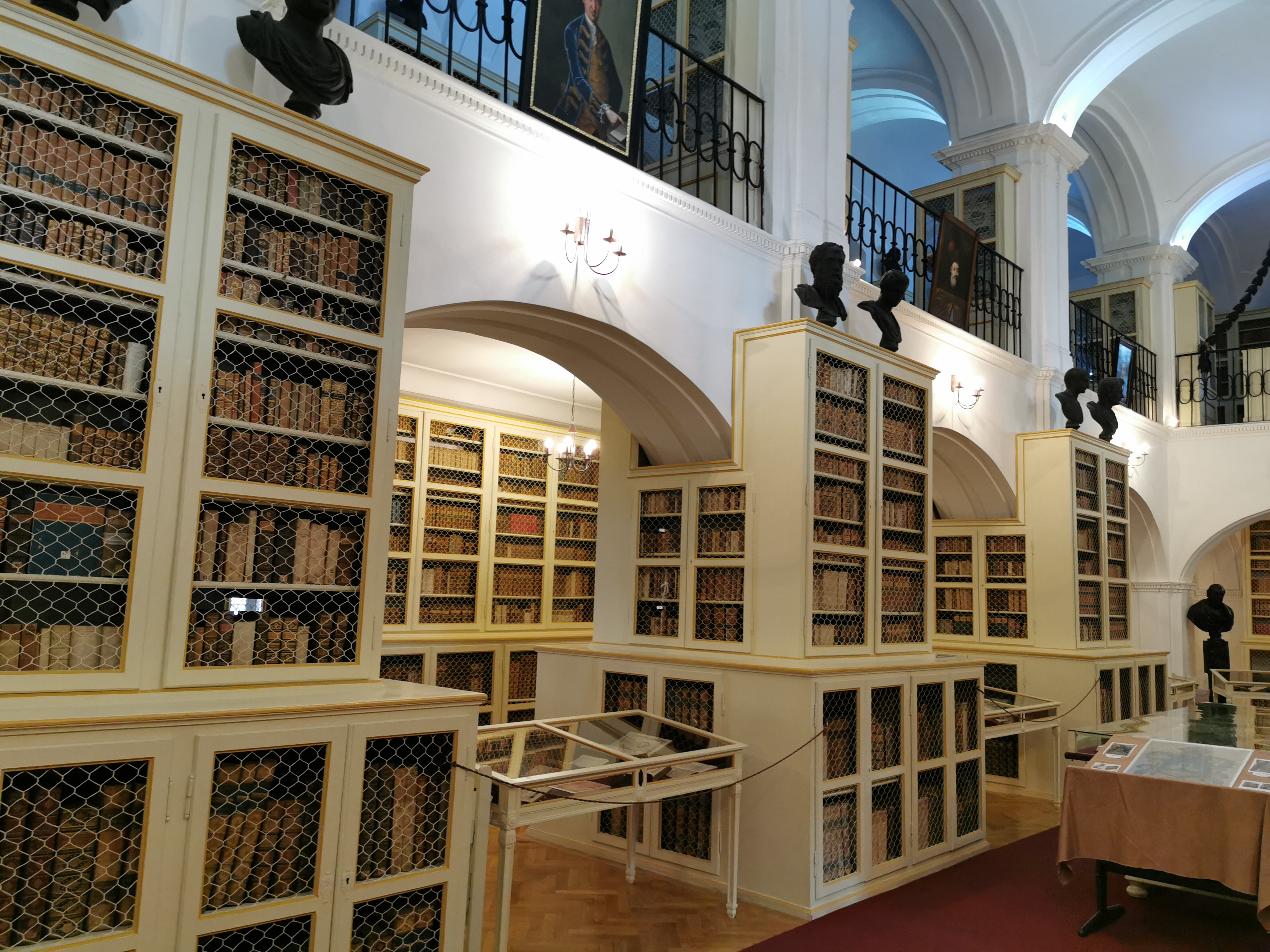
Salón principal de la biblioteca.
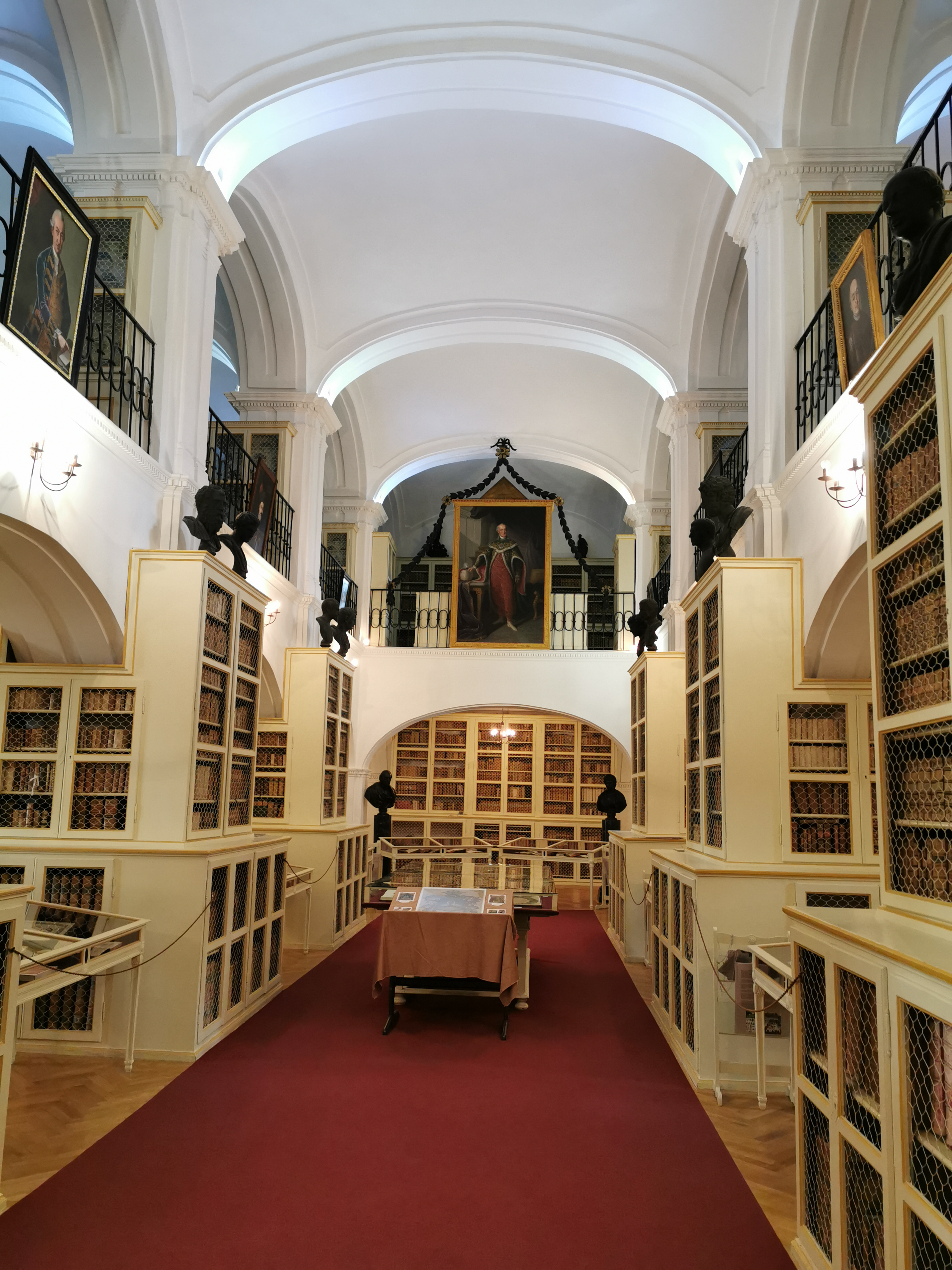
Salón principal con el retrato de Sámuel Teleki en la galería.
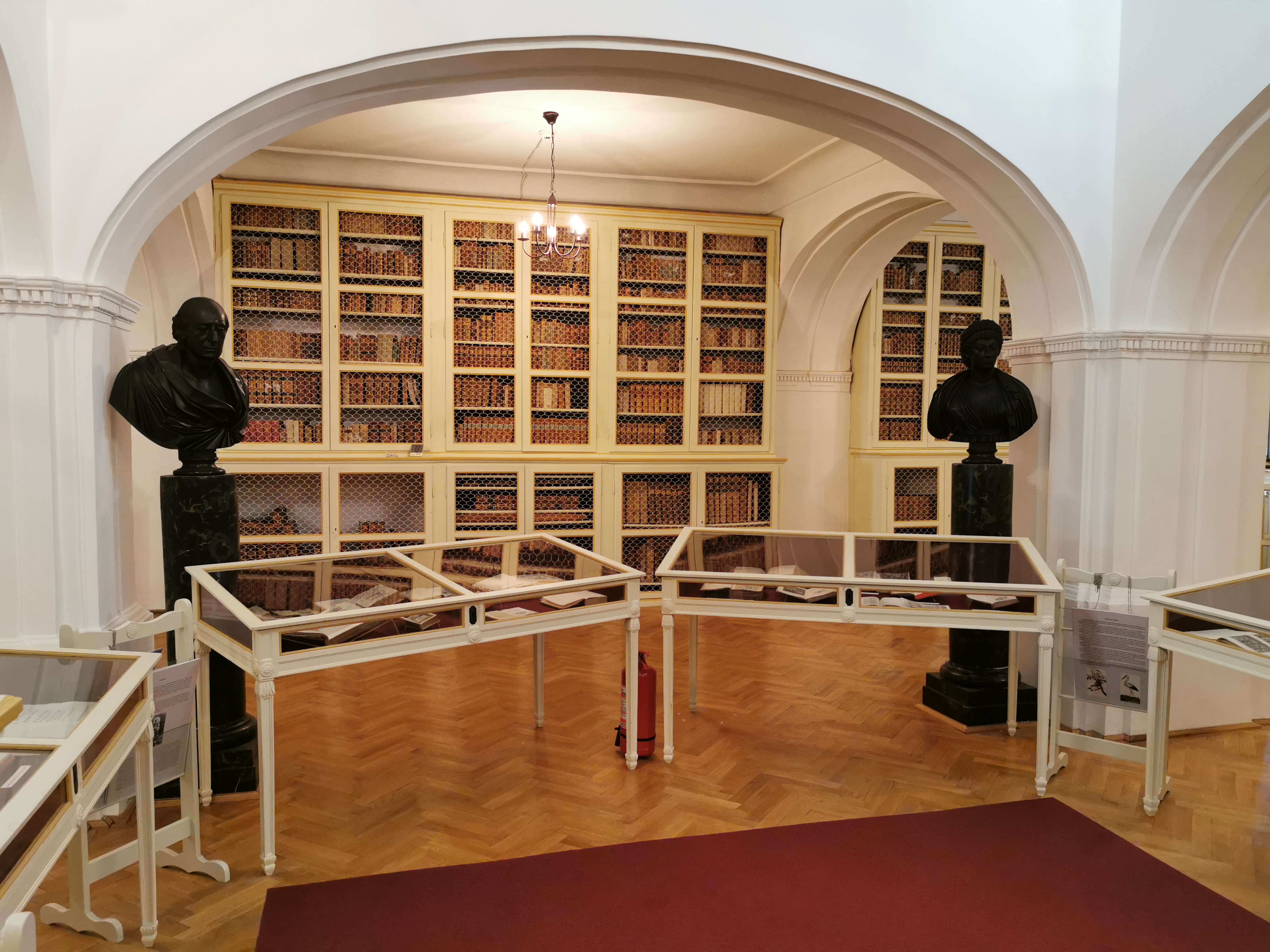
Salón principal con los bustos de Sámuel Teleki y Zsuzsánna Bethlen.